# Olympische Sommerspiele 1920/Moderner Fünfkampf
Bei den VII. Olympischen Spielen 1920 in Antwerpen fand ein Wettbewerb im Modernen Fünfkampf statt.
Der Wettbewerb bestand aus Pistolenschießen, 300 Meter Freistilschwimmen und Degenfechten sowie einem Geländeritt und einem Crosslauf über 4000 Meter.

## Zeitplan
| Datum      | Sportart                | Wettkampfstätte           |
| ---------- | ----------------------- | ------------------------- |
| 24. August | Pistolenschießen        | Den Tir                   |
| 24. August | 300 m Freistilschwimmen | Zwemstadion van Antwerpen |
| 25. August | Degenfechten            | Middelheimpark            |
| 26. August | Geländeritt             | Olympiastadion            |
| 27. August | 4000 m Crosslauf        | Olympiastadion            |

## Teilnehmende Nationen
- Dänemark (4)
- Finnland (2)
- Frankreich (4)
- Großbritannien (4)
- Königreich Italien (1)
- Norwegen (2)
- Schweden (4)
- Vereinigte Staaten (2)

## Ergebnisse
| Platz | Land | Athlet             | Schießen | Schießen | Schwimmen   | Schwimmen | Fechten | Reiten      | Reiten | Crosslauf   | Crosslauf | Gesamt |
| Platz | Land | Athlet             | Ringe    | Punkte   | Zeit        | Punkte    | Punkte  | Zeit        | Punkte | Zeit        | Punkte    | Punkte |
| ----- | ---- | ------------------ | -------- | -------- | ----------- | --------- | ------- | ----------- | ------ | ----------- | --------- | ------ |
| 1     | SWE  | Gustaf Dyrssen     | 164      | 6        | 5:41,6 min  | 2         | 2       | 10:52,2 min | 6      | 14:17,3 min | 2         | 18     |
| 2     | SWE  | Erik de Laval      | 181      | 1        | 6:47,8 min  | 13        | 5       | 9:35,2 min  | 1      | 14:58,3 min | 3         | 23     |
| 3     | SWE  | Gösta Runö         | 171      | 4        | 4:35,8 min  | 1         | 16      | 10:32,0 min | 5      | 14:09,4 min | 1         | 27     |
| 4     | SWE  | Bengt Uggla        | 133      | 13       | 5:51,0 min  | 5         | 10      | 12:24,0 min | 13     | 15:02,3 min | 5         | 46     |
| 5     | DEN  | Marius Christensen | 140      | 12       | 5:55,2 min  | 7         | 3       | 11:21,4 min | 7      | 16:09,0 min | 18        | 47     |
| 6     | USA  | Harold Rayner      | 170      | 5        | 6:19,0 min  | 12        | 13      | 12:27,0 min | 14     | 14:59,6 min | 4         | 48     |
| 7     | FIN  | Emil Hagelberg     | 147      | 10       | 5:42,2 min  | 3         | 21      | 11:32,0 min | 9      | 15:18,2 min | 8         | 51     |
| 7     | USA  | Robert Sears       | 175      | 3        | 5:56,2 min  | 8         | 9       | 11:54,2 min | 11     |             | 20        | 51     |
| 9     | DEN  | Ejner Augsburg     | 128      | 14       | 5:49,0 min  | 4         | 14      | 11:22,4 min | 8      | 16:08,2 min | 17        | 57     |
| 10    | FRA  | Georges Brulé      | 141      | 11       | 7:49,0 min  | 16        | 4       |             | 15     | 15:34,0 min | 11        | 57     |
| 11    | GBR  | Edward Clarke      | 120      | 17       | 7:06,0 min  | 14        | 15      | 11:47,2 min | 10     | 15:45,0 min | 12        | 60     |
| 12    | DEN  | Harry Bjørnholm    | 156      | 8        | 9:02,4 min  | 20        | 18      | 10:19,6 min | 3      | 15:59,5 min | 15        | 61     |
| 13    | NOR  | Arne Tellefsen     | 181      | 2        | 6:17,8 min  | 10        | 20      |             | 19     | 15:45,0 min | 13        | 62     |
| 14    | NOR  | Olliver Smith      | 150      | 8        | 6:11,0 min  | 9         | 17      |             | 22     | 15:03,2 min | 6         | 66     |
| 14    | GBR  | John Boustead      | 126      | 15       | 6:18,2 min  | 11        | 12      |             | 16     | 15:05,0 min | 7         | 66     |
| 16    | FRA  | René Foucher       | 102      | 19       | 10:58,0 min | 22        | 6       | 10:30,0 min | 4      | 15:29,0 min | 10        | 67     |
| 17    | GBR  | Thomas Wand-Tetley | 88       | 22       | 7:37,0 min  | 15        | 8       |             | 17     | 15:24,0 min | 9         | 69     |
| 18    | FRA  | Henri Candelon     | 108      | 18       | 9:19,0 min  | 21        | 1       | 10:02,0 min | 2      |             | 22        | 71     |
| 19    | FRA  | Jean Mondielli     | 99       | 20       | 8:21,4 min  | 18        | 19      | 12:11,0 min | 12     |             | 21        | 72     |
| 20    | DEN  | Johan Skjoldager   | 163      | 7        | 8:14,0 min  | 17        | 22      | 12:49,0 min | 20     | 15:52,0 min | 14        | 77     |
| 21    | GBR  | Edward Gedge       | 123      | 16       | 5:54,4 min  | 6         | 11      |             | 18     |             | 16        | 78     |
| 22    | ITA  | Adriano Lanza      | 94       | 21       | 8:50,4 min  | 19        | 11      |             | 21     |             | 19        | 91     |
|       | FIN  | Kalle Kainuvaara   | DNF      | DNF      | DNS         | DNS       | DNS     | DNS         | DNS    | DNS         | DNS       | DNF    |